# Yelsemia
Yelsemia — рід грибів родини Melanotaeniaceae. Назва вперше опублікована 2001 року.

## Класифікація
До роду Yelsemia відносять 4 види:
- Yelsemia arthropodii
- Yelsemia droserae
- Yelsemia lowrieana
- Yelsemia speculariae